# Casimiro Escribá
Casimiro Félix Escribá García  (Ayora, 1898-1982) fue un pintor mural y sacerdote español.

## Obra
Casimiro Escribá recibió el encargo de pintar la Catedral de Albacete del obispo de Albacete Arturo Tabera y Araoz. Tardó casi cinco años en tener terminadas las pinturas sobre episodios de la Biblia, comenzando el 2 de enero de 1958 y finalizándolas el 14 de octubre de 1962. Todo el trabajo lo realizó en su estudio situado en el ático de su casa, en Ayora, mientras continuaba con su labor como adjutor de la parroquia de dicha localidad.
También pintó en el Seminario de Moncada y el retablo del altar mayor de la ermita de Santa Lucía de Ayora.